# Bertrand Crasson
Bertrand Crasson (født 5. oktober 1971 i Bruxelles, Belgien) er en tidligere belgisk fodboldspiller (midterforsvarer/højre back).
Crasson tilbragte langt størstedelen af sin karriere hos RSC Anderlecht i den belgiske liga. Her var han af to omgange tilknyttet i samlet 12 sæsoner, og var med til at vinde hele seks belgiske mesterskaber. I to år spillede han i den italienske Serie A hos SSC Napoli.
Crasson spillede desuden 26 kampe for det belgiske landshold. Han var en del af det belgiske hold til VM i 1998 i Frankrig. Her spillede han dog kun i den første af landets kampe, et 0-0-opgør mod Holland.. Belgierne kom ikke videre fra gruppespillet.